# Hapalothyma
Hapalothyma är ett släkte av fjärilar. Hapalothyma ingår i familjen äkta malar.
Kladogram enligt Catalogue of Life:
| Hapalothyma | \| \| Hapalothyma ioplocama \| \| \| \| \| \| Hapalothyma xanthochorda \| \| \| \| |
|             | \| \| Hapalothyma ioplocama \| \| \| \| \| \| Hapalothyma xanthochorda \| \| \| \| |
|             | Hapalothyma ioplocama                                                              |
|             |                                                                                    |
|             | Hapalothyma xanthochorda                                                           |
|             |                                                                                    |